# Ewa Piętka
Ewa Krystyna Piętka (ur. 1955) – profesor nauk technicznych, nauczyciel akademicki Politechniki Śląskiej, specjalności naukowe: cyfrowe przetwarzanie i analiza obrazów, informatyczne systemy medyczne.

## Życiorys
W 1979 ukończyła studia na kierunku automatyka na Politechnice Śląskiej. Uzyskała stopień naukowy doktora. W 1997 w Instytucie Biocybernetyki i Inżynierii Biomedycznej im. Macieja Nałęcza Polskiej Akademii Nauk na podstawie dorobku naukowego oraz monografii pt. Image Processing in Picture Archiving and Communication Systems otrzymała stopień doktora habilitowanego nauk technicznych dyscyplina: biocybernetyka i inżynieria biomedyczna specjalność: biocybernetyka i inżynieria biomedyczna. W 2004 uzyskała tytuł profesora nauk technicznych.
Została profesorem zwyczajnym w Politechnice Śląskiej w Wydziale Inżynierii Biomedycznej w Katedrze Informatyki i Aparatury Medycznej i kierownikiem tej katedry. Wcześniej była wykładowcą w Śląskiej Akademii Medycznej w Katowicach (Wydział Lekarski w Katowicach; Katedra i Zakład Diagnostyki Izotopowej) i w Wydziale Automatyki, Elektroniki i Informatyki (Instytut Elektroniki) Politechniki Śląskiej oraz w Wyższej Szkole Mechatroniki w Katowicach.
Wybrano ją na stanowisko zastępcy przewodniczącego Komitetu Biocybernetyki i Inżynierii Biomedycznej PAN. Została członkiem Komitetu Fizyki Medycznej, Radiobiologii i Diagnostyki Obrazowej PAN. Była prorektorem Wyższej Szkoły Mechatroniki w Katowicach, dziekanem Wydziału Inżynierii Biomedycznej Politechniki Śląskiej i członkiem Komitetu Narodowego do spraw Współpracy z Komitetem Danych dla Nauki i Techniki ICSU (CODATA).
W 2019 została członkiem Rady Doskonałości Naukowej I kadencji w dyscyplinie inżynieria biomedyczna.